# The Powerpuff Girls: Bad Mojo Jojo
The Powerpuff Girls: Bad Mojo Jojo es un juego de plataformas del año 2000, desarrollado por Sennari Interactive y distribuido por Bay Area Multimedia para Game Boy Color. Está basado en la serie animada de Cartoon Network The Powerpuff Girls.
Bad Mojo Jojo es el primer juego de una trilogía que incluye a The Powerpuff Girls: Paint the Townsville Green y The Powerpuff Girls: Battle HIM. Los jugadores pueden intercambiar cartas de personajes entre las versiones, utilizando el accesorio Game Link Cable de la Game Boy Color.

## Jugabilidad
The Powerpuff Girls: Bad Mojo Jojo sigue la historia de Blossom, la líder de las Powerpuff Girls, quien lucha contra Mojo Jojo y sus secuaces. Blossom puede volar, pero solamente por un corto periodo de tiempo. GameSpot resalta esto como un problema, ya que, cada vez que Blossom cae al agua, no solamente muere, sino que cualquier progreso en la recogida de objetos a lo largo del nivel se reiniciará.

## Recepción
El juego fue un fracaso en críticas. IGN le dio un 5.0 y escribió que «realmente se reduce a un juego en el que vuelas y recolectas íconos tirados en diferentes partes de los niveles». GameSpot lo calificó con un 3.2 (calificación «mala») y reportó que «incluso a los jugadores más jóvenes les parecerá que el juego es un poco más que un ejercicio de frustración».